# 장구섬 (순천시)
장구섬은 전라남도 순천시 별량면 마산리에 위치한 순천만의 섬이다.  장구섬 소나무숲에는 백로와 왜가리 300마리가 서식하고 있으며, 순천만 자연생태관에서 서쪽으로 9km 지점에 있다. 순천만에 위치한 다른 섬인 솔섬과 장구섬은 키 90cm 정도의 왜가리나 중대백로 등의 집단서식처라 한다. 순천만 대숲과 갈대밭은 장구섬과 함께 철새의 도래지이다.

## 같이 보기
- 순천만
- 솔섬